# Pour un garçon
Pour plus de détails, voir Fiche technique et Distribution.
Pour un garçon ou Comme un garçon en Belgique et au Québec (About a Boy) est une comédie dramatique franco-germano-britanno-américaine réalisée par Chris Weitz et Paul Weitz, sortie en 2002 et tirée du livre du même titre de Nick Hornby (édité en français sous le titre À propos d'un gamin).

## Synopsis
Séduisant trentenaire, Will (Hugh Grant) est un dragueur oisif et heureux de l'être. Adepte des aventures sans lendemain, il trouve un nouveau moyen de multiplier ses conquêtes : fréquenter les réunions de mères célibataires en s'inventant un fils imaginaire ! Mais cela l'amène à rencontrer Marcus (Nicholas Hoult), un jeune garçon de 12 ans, qui va révolutionner sa vie douillette de solitaire endurci.

## Fiche technique
- Titre original : About a Boy
- Titre français : Pour un garçon
- Titre québécois : Comme un garçon (également nommé en Belgique)
- Réalisation : Chris Weitz et Paul Weitz
- Scénario : Chris Weitz, Paul Weitz et Peter Hedges d'après l'œuvre de Nick Hornby (About A Boy, traduit en français sous le titre de À propos d'un gamin)
- Musique : Badly Drawn Boy
- Photographie : Remi Adefarasin
- Décors : Jim Clay
- Costumes : Joanna Johnston
- Production : Robert De Niro, Tim Bevan, Brad Epstein, Eric Fellner et Jane Rosenthal
- Genre : comédie dramatique
- Durée : 105 minutes
- Date de sortie :
  - France : 12 novembre 2002

## Distribution
Sauf indication contraire, les informations mentionnées dans cette section peuvent être confirmées par la base de données cinématographiques IMDb,  présente dans la section « Liens externes ».
- Hugh Grant (VF : Thibault de Montalembert) : Will Freeman
- Nicholas Hoult (VF : Lény Bueno) : Marcus Brewer
- Toni Collette (VF : Marjorie Frantz) : Fiona Brewer
- Rachel Weisz (VF : Catherine Le Hénan) : Rachel
- Natalia Tena (VF : Emmanuelle Rivière) : Ellie
- Victoria Smurfit : Suzie
- Sharon Small (VF : Martine Irzenski) : Christine
- Nicholas Hutchinson (VF : Jacques Bouanich) : John
- Isabel Brook : Angie
- Jenny Galloway (en) (VF : Catherine Artigala) : Frances
- Augustus Prew : Ali, le fils de Rachel

 Source et légende : version française (VF) sur RS Doublage et selon le carton du doublage français sur le DVD zone 2.